# Ha de ser amor
Ha de ser amor (títol original en polonès, To musi być miłość) una pel·lícula de comèdia polonesa del 2021 dirigida per Michał Rogalski. Es va estrenar el 5 de novembre de 2021. S'ha doblat i subtitulat al català.
La pel·lícula es va rodar el gener de 2020 a Varsòvia, Praga i Sopot . Inicialment, la producció s'havia de titular Miłość na Marsie (lit. ‘Amor a Mart’).